# Tchistye proudy (métro de Moscou)
Tchistye proudy (en russe : Чистые пруды et en anglais : Chistyye Prudy) est une station de la ligne Sokolnitcheskaïa (ligne 1 rouge) du métro de Moscou, située, sous la rue Miasnitskaïa, au niveau de la Place Tourgueniev, sur le territoire de l'arrondissement Basmanny dans le district administratif central de Moscou.
Elle est dénommée Kirovskaïa pour sa mise en service en 1935 lors de l'ouverture de la première ligne du métro de Moscou. Elle est renommée avec son nom actuel en 1990.
La station est ouverte tous les jours aux heures de circulation du métro.

## Situation sur le réseau
Établie en souterrain, à 35 mètres sous le niveau du sol, la station Tchistye proudy est située au point 15+50 de la ligne Sokolnitcheskaïa (ligne 1 rouge), entre les stations Krasnye Vorota (en direction de Boulvar Rokossovskogo) et Loubianka (en direction de Salarievo).

## Histoire
La station Kirovskaïa est mise en service le 15 mai 1935, lors de l'ouverture à l'exploitation de la première ligne du métro entre les stations Sokolniki et Park koultoury.
Bien qu'initialement prévue sous la forme d'une station à trois voûtes, avec un hall central faisant toute sa longueur (à la manière de Krasnye Vorota ou Okhotny Riad), Tchistye proudy fut construite avec un design type Métro de Londres par l'architecte Nikolai Kolli, avec à chaque extrémité de la station, deux passages reliant les deux plates-formes. La finition des voûtes des plates-formes extérieures donne l'impression que le hall central a existé, avec ce qui semblait être une rangée de pylônes de marbre noir. Cependant, tous les passages voûtés, hormis ceux situés aux extrémités de la station, furent barricadés. L'architecte de la station initiale était N.Ya. Kolli.
Pendant la Seconde Guerre mondiale, la station est fermée et ses plates-formes sont clôturées avec du contreplaqué afin de servir de quartiers généraux au comité d'état-major et à la défense Anti-Aérienne Soviétique.
Le hall central est construit en 1971 pour que la station devienne un point de correspondance vers la ligne Kaloujsko-Rijskaïa. Les architectes de ce projet étaient N.A. Choukhareva, L.N. Popov, et A.F. Fokina. La nouvelle portion de la station est conçue pour ressembler le plus possible aux sections originales, maintenant son caractère originel. Des escaliers mécaniques sont installés au centre de la plate-forme pour la correspondance à Tourguenievskaïa.
Tchistye proudy a pour thème les marbres gris-noir d'Oufaleï et blanc de Koelga, et une plate-forme en granite noir. En 1989, les murs extérieurs de la station sont raffinés au marbre, au lieu de tuiles de céramique, afin d'approcher d'encore plus près le design originel. Un buste de bronze sculpté par V. Andreev à l'effigie de Sergueï Kirov est situé à l'extrémité de la plate-forme.
La station Kirovskaïa est renommée Tchistye proudy le 5 novembre 1990, après le boulevard des Étangs-Purs (Tchistoproudny), auquel elle est située.

## Services aux voyageurs

### Intermodalité
Depuis Tchistye proudy, il est possible d'emprunter la ligne Kaloujsko-Rijskaïa à Tourguenievskaïa. Une correspondance vers Stretenski Boulevard (ligne Lioublinsko-Dmitrovskaïa) est ouverte depuis 2008.